# Скалообразное обнажение верхнего мела
Скалообразное обнажение верхнего мела (укр. Скелеподібне оголення верхньої крейди) — геологический памятник природы местного значения. Находится в Константиновском районе Донецкой области возле села Белокузьминовка. Статус памятника природы присвоен решением облисполкома № 310 21 июня 1972 года. Площадь — 0,35 га.
Возраст меловой горы — 90 миллионов лет. Гора состоит из отложений последнего периода мезозойской эры, которые сформировались в чистых тёплых морских водах из небольших морских организмов с известковым скелетом. В скале выделяются вертикальные бело-серые скалы, восточный край горы обрывается бело-серыми скалами. У подножия горы расположены множественные ниши, выбоины, большие и малые пещеры. Среди мелового щебня часто встречается кремень.
Обнажение мела поднимается на высоту более 25 метров. На восточной окраине обнажения одиноко стоит гора Меч.
Обнажение и скалы полностью лишены растительности. Растительность, состоящая из луговых и сухолюбивых растений, есть только на краю осыпей, здесь растут: лютик, клевер, герань луговая. В расщелинах и нишах у вершин скал встречаются гнёзда стрижей.
Неподалёку от скалообразного обнажения верхнего мела обнаружена стоянка первобытного человека с мастерской по обработке кремня, добывавшегося в этой горе.
С 2004 года скалообразное обнажение верхнего мела входит в состав регионального ландшафтного парка «Краматорский».

## Галерея

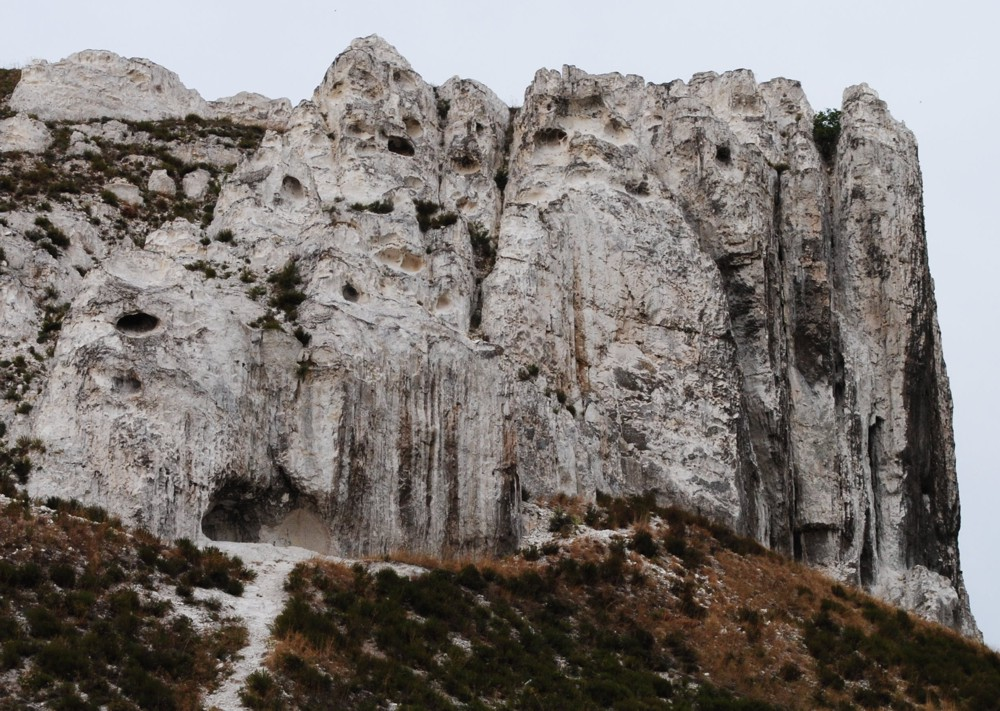
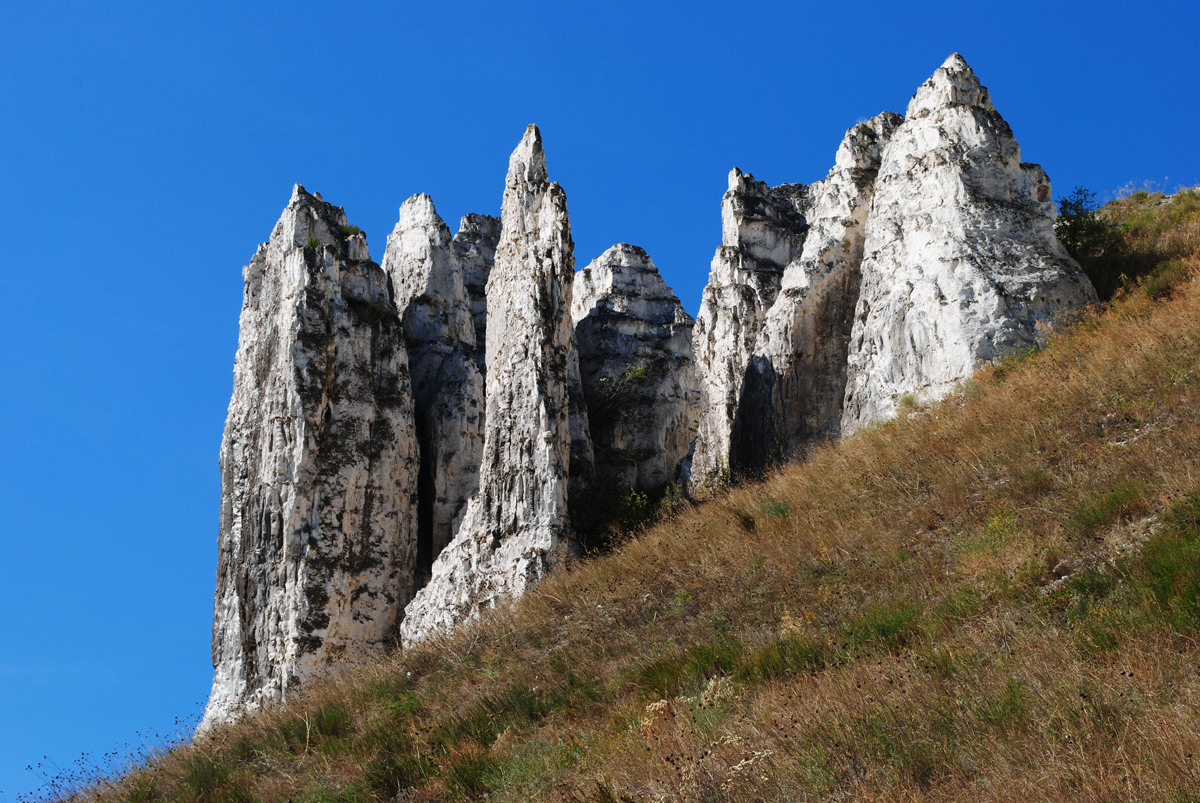
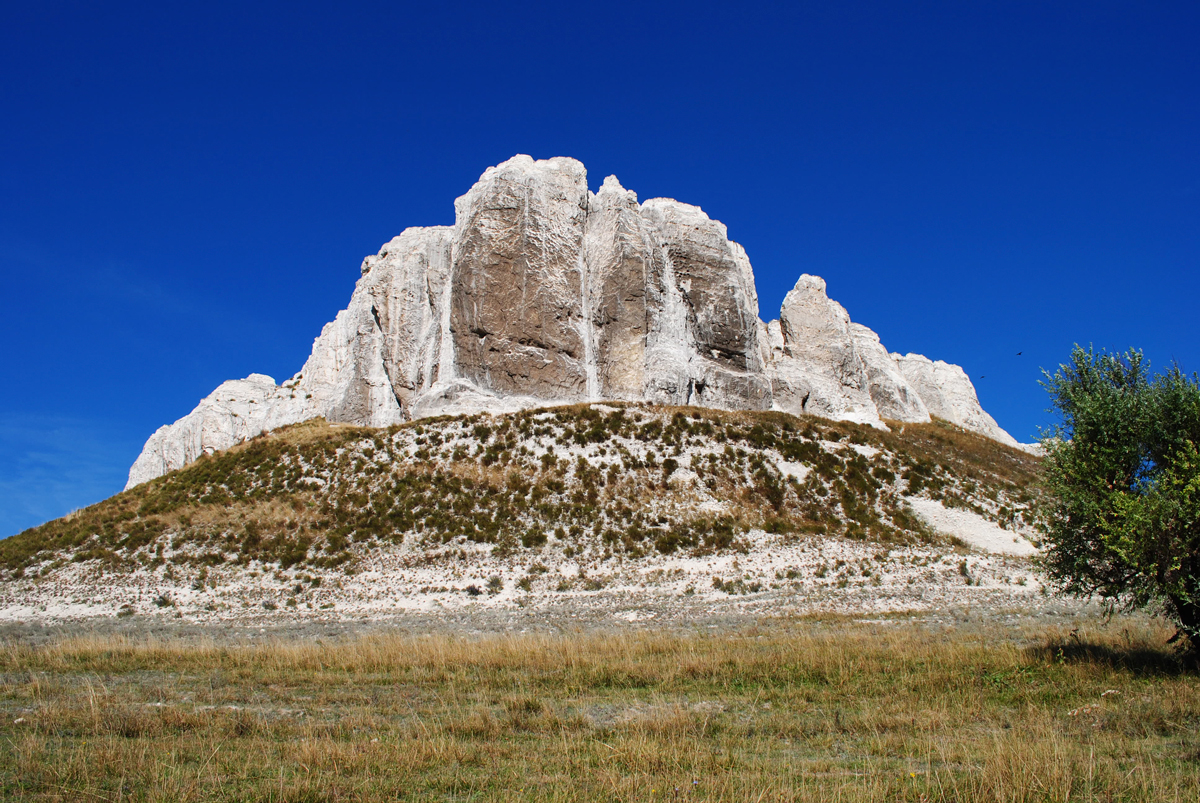
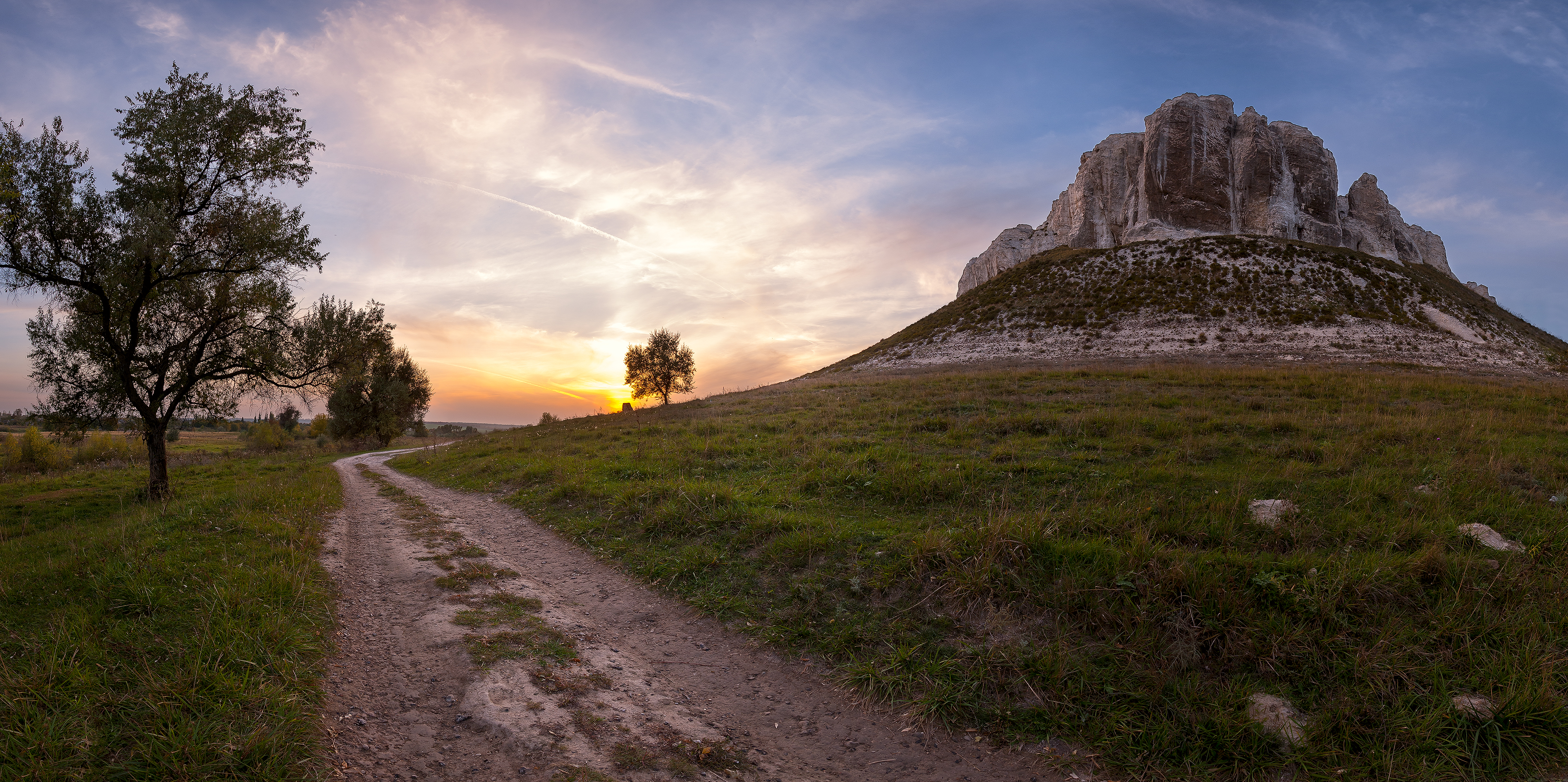
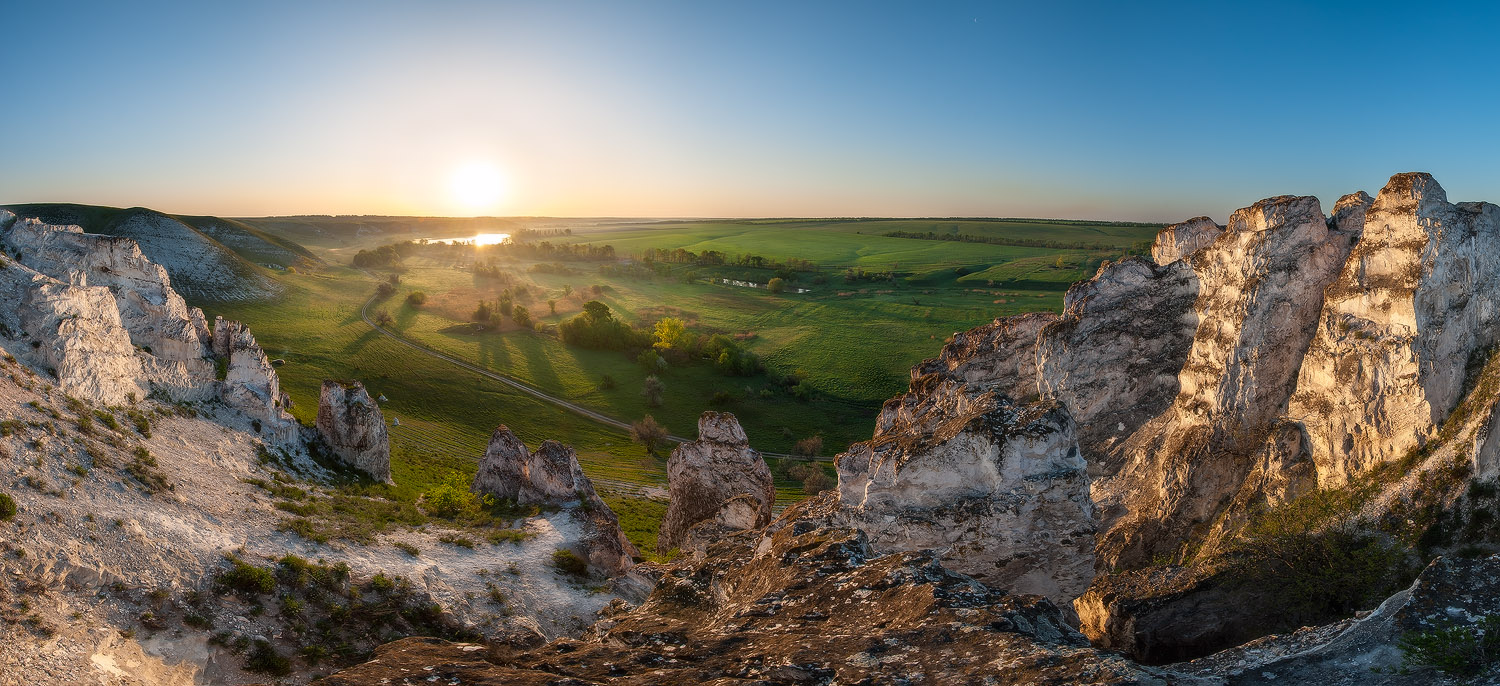
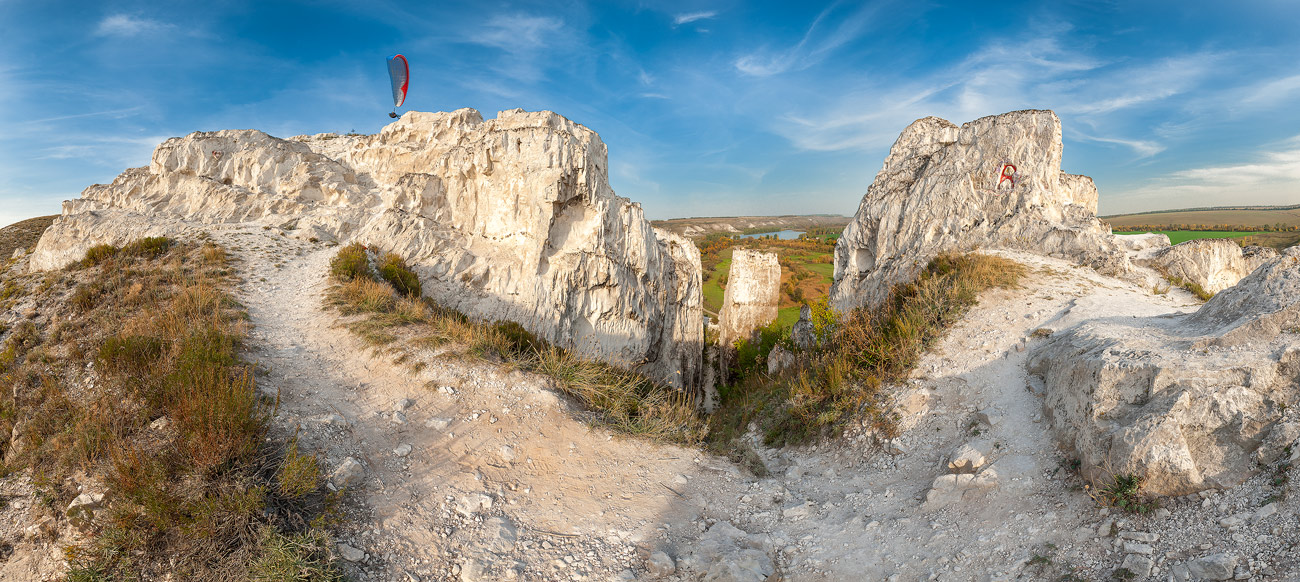

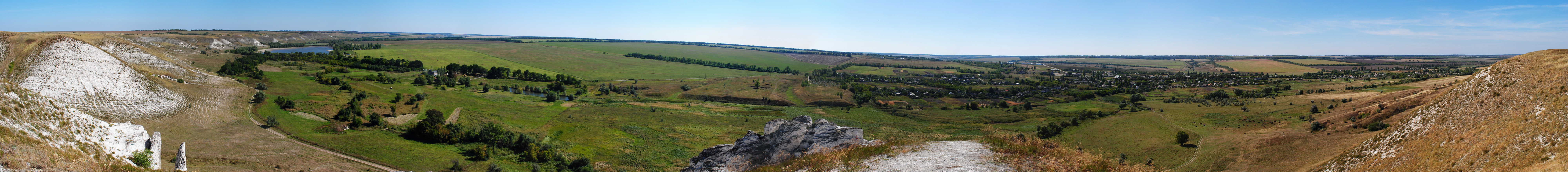
Панорама 270° со скал

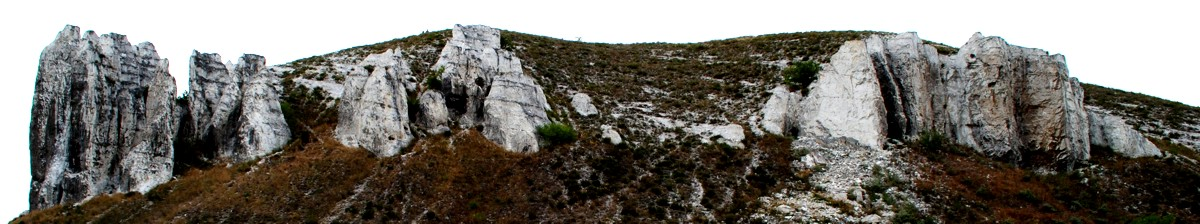
Скалообразное обнажение верхнего мела